# Frontière entre le Guatemala et le Salvador
La frontière entre le Guatemala et le Salvador est une frontière longue de 203 km sur laquelle est notamment situé le stratovolcan Chingo.